# Trecia-Kaye Smith
Trecia-Kaye Smith, jamajška atletinja, * 5. november 1975, Westmoreland, Jamajka.
Nastopila je na poletnih olimpijskih igrah v letih 2004, 2008 in 2012 v troskoku, leta 2004 je osvojila četrto mesto, leta 2012 pa sedmo. Na svetovnih prvenstvih je dosegla uspeh kariere z osvojitvijo naslova prvakinje leta 2005, na igrah Skupnosti narodov pa je osvojila dve zlati in bronasto medaljo.